# Hochkreuz (Hardt)

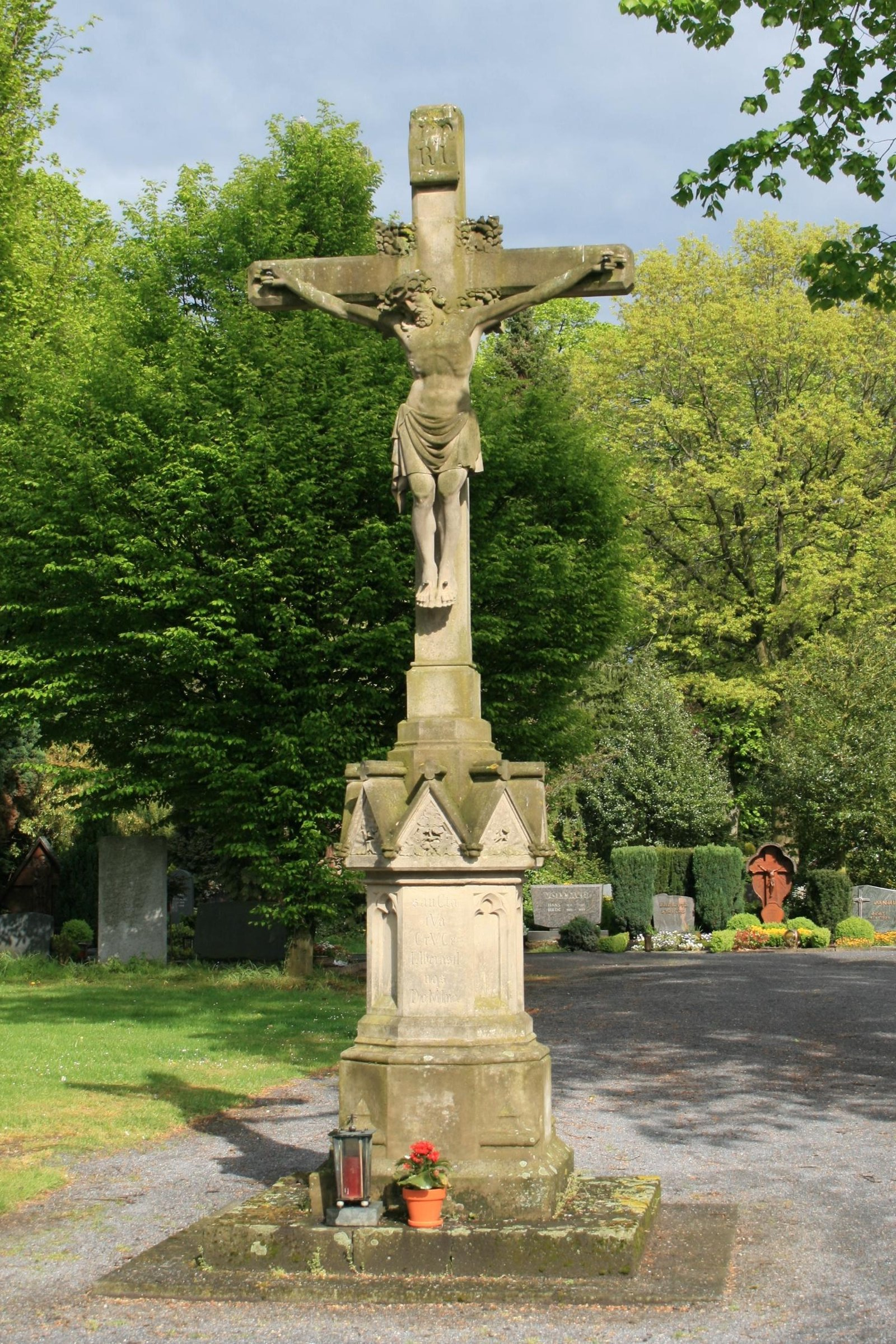
Hochkreuz (2010)

Das Hochkreuz Hardt steht im Stadtteil Hardt in Mönchengladbach (Nordrhein-Westfalen), Nikolausstraße 46.
Das Kreuz wurde 1863 erbaut. Es ist unter Nr. N 014 am 9. Oktober 1995 in die Denkmalliste der Stadt Mönchengladbach eingetragen worden.

## Lage
Das Hochkreuz steht in einer kleinen, von Linden gebildeten Allee auf dem 1863 eröffneten Friedhof Hardt.

## Architektur
Es ist ein kleines Schaftkreuz auf hohem, polygonalem Unterbau: Sockelplatte aus Basaltlava, darüber annähernd quadratischer Sockel überleitend in einen polygonalen, pfeilerartigen Mittelteil mit flachen Nischen und neogotischer Giebelstellung. Sie ist die Basis für das hohe Schaftkreuz mit Korpus und die Inschrifttafel „INRI“. An den Zwickeln zwischen Kreuzstamm und -balken sind florale Verzierungen eingestellt.
Inschriftliche Datierung durch Chronogramm:
sanCta tVa CrVCe LIberastI nos DoMIne
(Durch Dein heiliges Kreuz hast Du uns, Herr, erlöst.)
Die Großbuchstaben 'C+ V + C + V + C + L + I + I + D + M + I' ergeben die Jahreszahl 1863.
Das Objekt ist aus kunsthistorischen, orts- und sozialhistorischen und als Teil der originalen Friedhofsanlage als Baudenkmal schützenswert.